# カズノコグサ
カズノコグサ（数の子草、学名：Beckmannia syzigache）は、水田周辺によく生える比較的小柄なイネ科の越年草である。別名、ミノゴメ（蓑米）。食用(救荒植物)になるミノゴメについてはムツオレグサを参照。

## 特徴
地下茎は持たず、少数の茎が根元で束になって出る。茎は直立して、節ごとに葉を出す。葉は長さ約20cm、幅は約1cmで、真っすぐ上に向かって立つ。植物全体が明るい黄緑色をしており、つやはない。
春に穂が出る。穂は葉より上に伸びて出て、左右に交互に枝が出る。下の方の枝ほど長く、その基部はさらに枝を出すこともある。最初はどの枝も主軸に沿う形で上に向かい、全体としては披針形のまとまった形になる。成熟するにつれてややばらける。それぞれの軸には小穂が片側によって二列に並ぶ。小穂はやや軍配型で両端が膨らんだもので、イネ科の小穂としては変わった形をしている。
日本では北海道から九州までに分布し。国外ではシベリア東部から朝鮮、それに北アメリカに分布する。
カズノコグサの和名は、牧野富太郎が、いくつかの枝に着いた膨らんだ小穂が互いに密着して、全体として披針形の整った型になっている様子を数の子に見立てて名付けた。別名のミノゴメは、江戸時代の植物学者・小野蘭山が名付けたが、牧野富太郎によって「カズノコグサは食用にならないため、ミノゴメではない（ミノゴメは、平安時代の七草のうちの一つ「葟（みの）」のことで食用になる）。食用になるムツオレグサをミノゴメとするべきところを間違えてカズノコグサにミノゴメと名付けてしまった」と指摘し、カズノコグサと改めた。

## 小穂
この種の小穂は、奇妙な形に見える。側面からは軍配型っぽい円形に見え、その両側がやや膨らんでいる。そのような小穂がほとんど柄がなくて軸につき、密着して並んでいる。
この、膨らんだ形のものは第一・第二包穎で、この二つが大きく膨らんで、その内側に残りの部分を包み込んだものである。その内側には、一個か、まれに二個の花のみが含まれる。それぞれの花は護穎と内穎に包まれており、細長い楕円形をしている。したがって、小穂の中身はほとんど空っぽである。これが何を意味するのかはよくわからない。

## 利害
田植え前の水田や、水田の周辺の溝回りなどによく出現する、水田雑草のひとつである。田植え前の水田なので、はえてきたからといって特に迷惑という訳ではない。水田のイネ科で、同じ季節にはスズメノテッポウやセトガヤが出るが、カズノコグサはそれらより一回り背が高く抜き出るのでよく目立つ。
役に立つ場面もあまりない。強いて言えば、子供がカエル釣りに使うくらいである。主にヌマガエルなど、水田のカエルを釣るときに、この植物がよく使われる。まず花茎を途中で折り取り、次にその最先端の小穂を一つだけ残し、それ以下の小穂や枝を取り去る。下向きにこすれば簡単に落ちる。そうしておいて、柄の下の方を持って、カエルの目の前に先端の小穂を差し出し、それを震わせるようにする。うまくすれば、蛙は飛びついてその小穂に咬みつき、釣り上げられる。イヌビエなどでもできるが、カズノコグサは小穂が大きめで引っ掛かりやすい。

## 近縁種
水田近辺のイネ科では、イヌビエなどと姿は似ているが、季節が春で、小穂が独特なので、花が咲けば区別に困ることはない。
カズノコグサ属には北半球の温帯に2種があるが、日本では本種だけである。